# Parabuthus namibensis
Espèce
Parabuthus namibensis est une espèce de scorpions de la famille des Buthidae.

## Distribution
Cette espèce est endémique de la région d'Erongo en Namibie,.

## Étymologie
Son nom d'espèce, composé de namib et du suffixe latin -ensis, « qui vit dans, qui habite », lui a été donné en référence au lieu de sa découverte, le désert du Namib.

## Publication originale
- Lamoral, 1979 : « The scorpions of Namibia (Arachnida: Scorpionida). » Annals of the Natal Museum, vol. 23, no 3, p. 497-784 (texte intégral).